# فونتيررا
مجموعة فونتيرا التعاونية المحدودة هي جمعية تعاونية نيوزيلندية تعمل  في مجال الألبان ويتم تداول أسهمها علنًا ويمتلكها حوالي 9000 مزارع نيوزيلندي.  تعد الشركة مسؤولة عن حوالي 30% من صادرات الألبان في العالم  وتتجاوز إيراداتها 22 مليار دولار نيوزيلندي ،  مما يجعلها أكبر شركة في نيوزيلندا. إنها سادس أكبر شركة ألبان في العالم اعتبارًا من عام 2022، وكذلك الأكبر في منطقة نصف الكرة الجنوبي . 

تأسست فونتيرا في أكتوبر 2001 بعد اندماج أكبر اثنتين من تعاونيات الألبان في البلاد، مجموعة الألبان النيوزيلندية (NZDG) وجمعية كيوي التعاونية للألبان، مع مجلس الألبان النيوزيلندي . اسم فونتيرا يأتي من اللاتينية "، ومعناه " ينبوع من الأرض".